# Zatoczek spłaszczony
Zatoczek spłaszczony (Hippeutis complanatus) – gatunek ślimaka słodkowodnego z rodziny zatoczkowatych (Planorbidae). Gatunek typowy rodzaju Hippeutis, a zarazem jedyny jego współcześnie występujący przedstawiciel.

## Występowanie
Europa, Syberia, basen Morza Kaspijskiego, Armenia i Turcja, a także lokalne populacje w północno-zachodniej Afryce. Zasiedla zarośnięte wody stojące lub wolno płynące, o mulistym dnie. W Polsce jest szeroko rozprzestrzeniony na obszarze kraju, ale rzadko spotykany.

## Budowa
Muszla o wymiarach 0,7–1,2 × 3–5 mm, silnie spłaszczona, zwykle białawo szara lub jasnożółta, z 3–4 skrętami.